# Hôpital militaire souterrain de Domjevin
L'hôpital militaire souterrain de Domjevin (dénommé aussi improprement poste de secours dit de Manonviller) situé dans la région Lorraine dans le département de Meurthe-et-Moselle et dans le canton de Blâmont est un hôpital chirurgical souterrain de la Première Guerre mondiale construit par l'Armée française entre fin 1916 et début 1918. Situé dans l'immédiat arrière front, il était destiné aux blessés jugés intransportables. L'hôpital militaire est classé au titre des monuments historiques en 1922.

## Le bâtiment

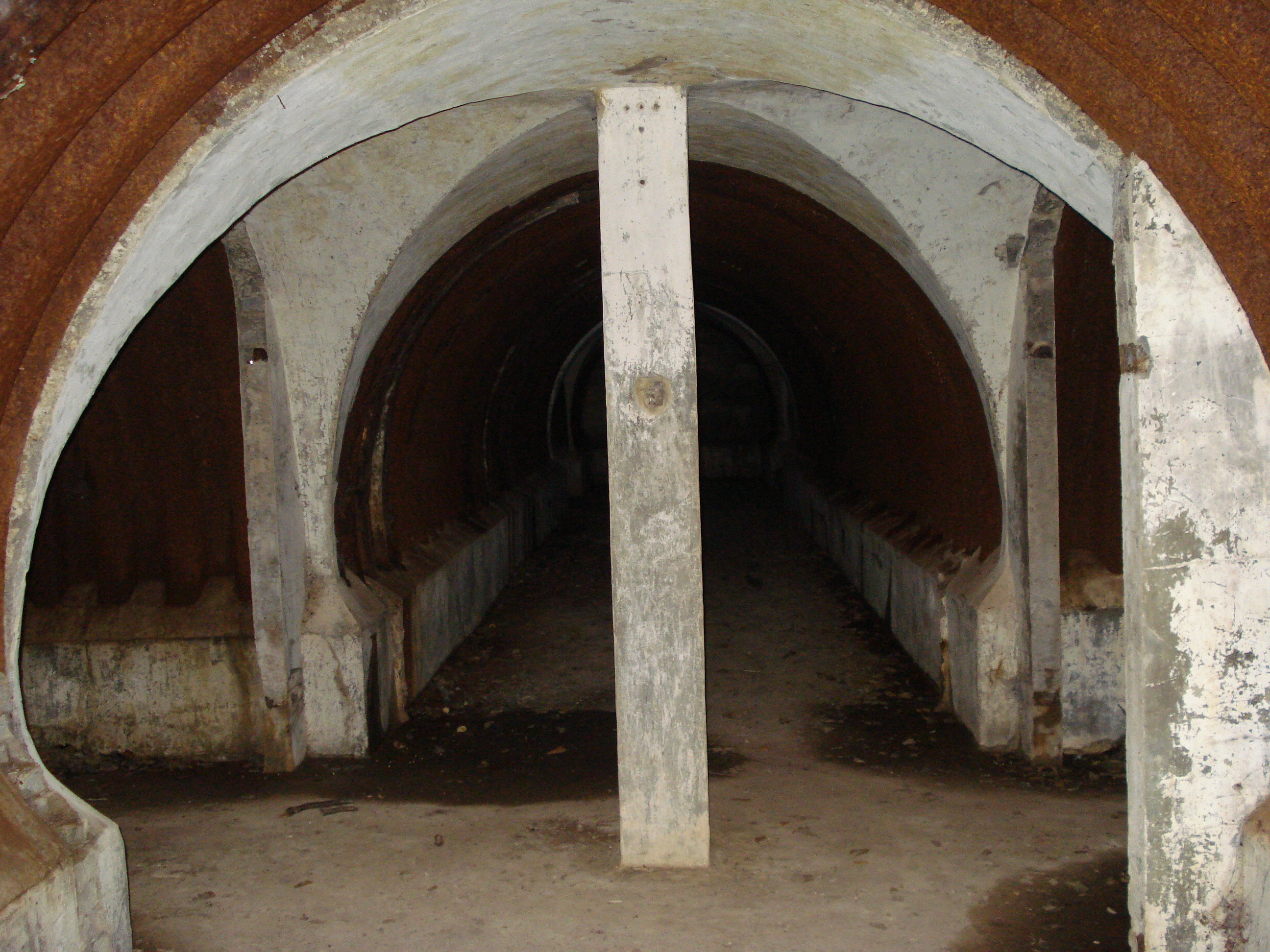
Vue des galeries intérieures.

Le bâtiment visible aujourd'hui se compose de trois galeries perpendiculaires recouvertes de tôles ondulées et protégées par un talus de terre.

### Construction
Creusé dans le flanc de la cote 291, « l'Hôpital de Domjevin » est une ambulance chirurgicale souterraine imposante, planifiée en 1916, construite durant l'année 1917 et mise en service en janvier 1918.

## Fonction

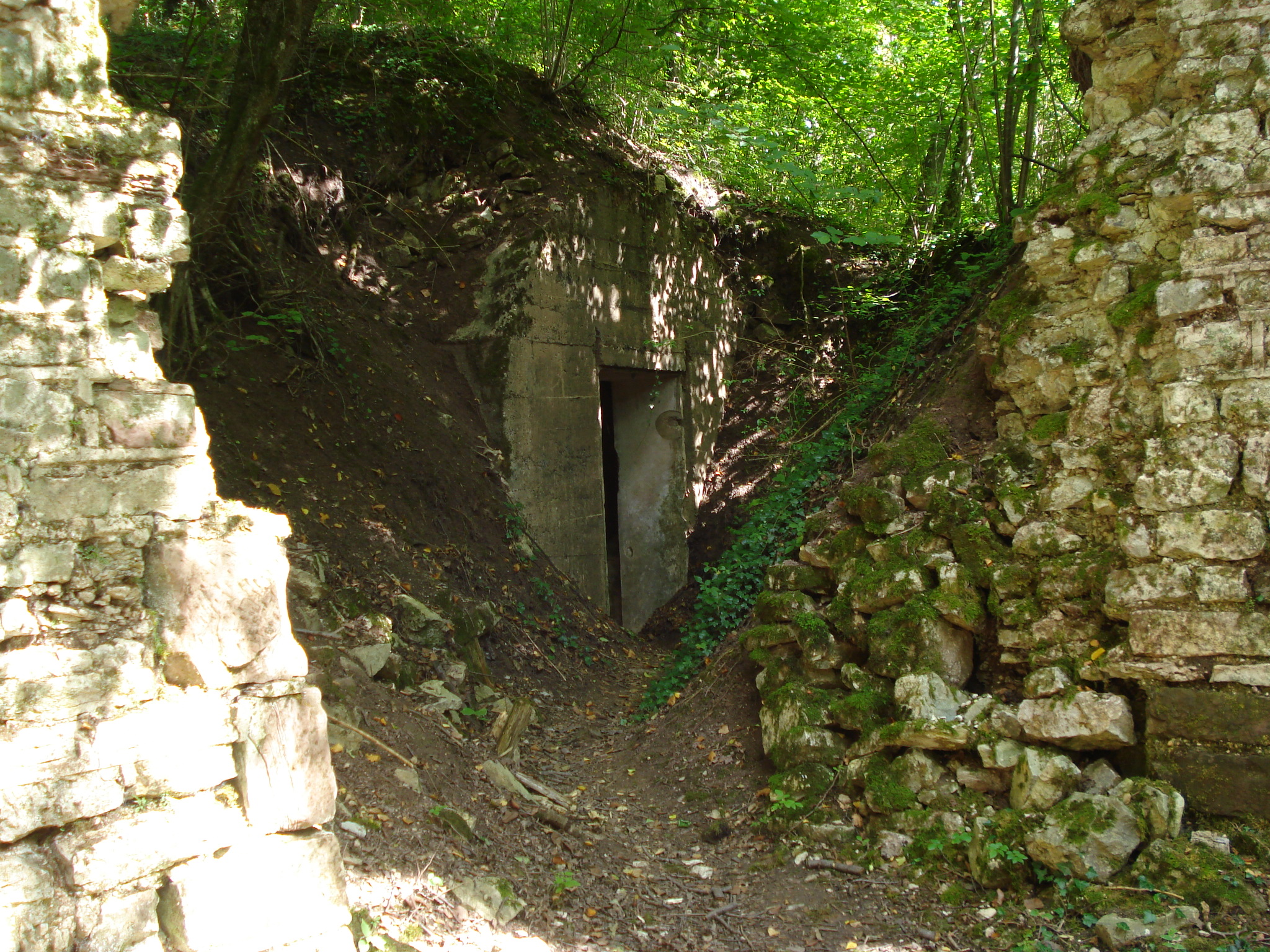
Une des entrée du poste au XXIe siècle.

Réalisé par le groupe de brancardiers de la 73e division d'infanterie, ce complexe comprenait :
- une salle pour 50 blessés couchés
- une salle pour 100 blessés assis
- un abri pour officier blessé
- une salle de pansements
- une salle de stérilisation
- une salle d'opération
- une salle de radiographie
- un magasin
- une cuisine
- une chambre pour les chirurgiens
- le tout alimenté par un groupe électrogène[2].